# Seznam vodních ploch v Praze 9
Seznam vodních ploch v Praze 9 zahrnuje vodní nádrže a rybníky, které se nalézají v obvodě Prahy 9 a mají rozlohu větší než 0,3 ha.

## Seznam
| Název                          | Rozloha (ha) | Délka (m) | Šířka (m) | Hloubka (m) | Obvod (km) | Objem (m³) | Nadm. výška (m) | Rok dokončení        | vodní tok            | Katastrální území          | Souřadnice                       |
| ------------------------------ | ------------ | --------- | --------- | ----------- | ---------- | ---------- | --------------- | -------------------- | -------------------- | -------------------------- | -------------------------------- |
| Počernický rybník              | 18,3562      | 1 000     | 290       | 3           | 2,560      | 310 000    | 228             | cca 1848             | Rokytka              | Dolní Počernice            | 50°05′07″ s. š., 14°35′12″ v. d. |
| Kyjský rybník                  | 12,6185      | 823       | 200       | 4           | 2,340      | 455 480    | 213             | 14. století          | Rokytka              | Kyje                       | 50°05′58″ s. š., 14°32′46″ v. d. |
| V pískovně                     | 4,5545       | 350       | 235       | 2           | 0,950      | 25 000     | 221             | 60. léta 20. století | Svépravický potok    | Dolní Počernice, Hostavice | 50°05′38″ s. š., 14°34′17″ v. d. |
| Hořejší rybník                 | 3,8264       | 440       | 126       | 4           | 1,000      | 65 000     | 202             | 16. století          | Rokytka              | Hloubětín                  | 50°06′00″ s. š., 14°31′29″ v. d. |
| Martiňák                       | 3,7352       | 408       | 160       | 2           | 1,365      | 49 700     | 223             | 50. léta 20. století | Svépravický potok    | Dolní Počernice            | 50°05′48″ s. š., 14°34′37″ v. d. |
| Biologický rybník              | 3,5831       | 367       | 225       | —           | 1,020      | 41 984     | 235             | 60. léta 20. století | Svépravický potok    | Horní Počernice            | 50°06′05″ s. š., 14°35′55″ v. d. |
| Čakovický rybník               | 2,2962       | 300       | 117       | —           | 1,080      | —          | 240             | 1945                 | Červenomlýnský potok | Čakovice                   | 50°09′16″ s. š., 14°30′59″ v. d. |
| Eliška                         | 2,2912       | 314       | 115       | —           | 0,740      | —          | 243             | —                    | Svépravický potok    | Horní Počernice            | 50°05′54″ s. š., 14°36′45″ v. d. |
| Malý Kyjský rybník             | 1,9946       | 210       | 142       | —           | 0,594      | —          | 215             | 2010                 | bezejmenný potok     | Kyje                       | 50°06′02″ s. š., 14°33′08″ v. d. |
| Velká Obůrka                   | 1,8075       | 230       | 140       | —           | 0,645      | 25 000     | 231             | —                    | Vinořský potok       | Vinoř                      | 50°08′41″ s. š., 14°35′09″ v. d. |
| Xaverovský rybník              | 1,5365       | 237       | 102       | —           | 0,575      | —          | 239             | 60. léta 20. století | Svépravický potok    | Horní Počernice            | 50°05′59″ s. š., 14°36′19″ v. d. |
| Vinořský rybník                | 1,3514       | 270       | 80        | —           | 0,719      | 15 000     | 245             | —                    | Vinořský potok       | Vinoř                      | 50°08′16″ s. š., 14°34′45″ v. d. |
| Barbora                        | 1,1034       | 173       | 91        | —           | 0,480      | —          | 245             | —                    | Svépravický potok    | Horní Počernice            | 50°05′54″ s. š., 14°36′58″ v. d. |
| Cukrovarský rybník             | 0,8356       | 214       | 49        | —           | 0,568      | 4 000      | 223             | —                    | Vinořský potok       | Vinoř                      | 50°09′02″ s. š., 14°35′36″ v. d. |
| Újezdský rybník                | 0,7823       | 165       | 51        | —           | 0,442      | —          | 260             | —                    | Běchovický potok     | Újezd nad Lesy             | 50°04′16″ s. š., 14°38′57″ v. d. |
| Aloisov                        | 0,7760       | 175       | 66        | 4           | 0,482      | 14 500     | 233             | 19. století          | bezejmenný potok     | Černý Most                 | 50°06′17″ s. š., 14°33′54″ v. d. |
| Podsychrovský rybník           | 0,7481       | 169       | 77        | —           | 0,448      | —          | 263             | —                    | Jirenský potok       | Horní Počernice            | 50°07′08″ s. š., 14°38′00″ v. d. |
| Zámecký rybník                 | 0,7196       | 187       | 44        | —           | 0,426      | 10 346     | 238             | po roce 1849         | Červenomlýnský potok | Čakovice                   | 50°09′18″ s. š., 14°31′14″ v. d. |
| Ctěnický rybník                | 0,6993       | 113       | 80        | —           | 0,342      | —          | 234             | —                    | Ctěnický potok       | Vinoř                      | 50°09′01″ s. š., 14°34′04″ v. d. |
| Dolní rybník                   | 0,6697       | 168       | 77        | —           | 0,417      | —          | 229             | —                    | bezejmenný potok     | Dolní Počernice            | 50°05′41″ s. š., 14°34′58″ v. d. |
| Blatovský rybník               | 0,5840       | 130       | 53        | —           | 0,352      | —          | 247             | —                    | Běchovický potok     | Újezd nad Lesy             | 50°04′48″ s. š., 14°38′23″ v. d. |
| Čakovický rybník (jižní nádrž) | 0,5108       | 90        | 65        | —           | 0,337      | —          | 241             | 1945                 | Červenomlýnský potok | Čakovice                   | 50°09′13″ s. š., 14°30′56″ v. d. |
| Malá Obůrka                    | 0,4534       | 85        | 75        | —           | 0,296      | 7 600      | 234             | —                    | Vinořský potok       | Vinoř                      | 50°08′41″ s. š., 14°35′02″ v. d. |
| U Kamenného stolu              | 0,4412       | 79        | 73        | —           | 0,287      | —          | 240             | —                    | bezejmenný potok     | Vinoř                      | 50°08′18″ s. š., 14°35′02″ v. d. |
| Dolní rybník (Na Placinách)    | 0,4331       | 87        | 70        | —           | 0,275      | —          | 257             | —                    | bezejmenný potok     | Klánovice                  | 50°05′41″ s. š., 14°38′58″ v. d. |
| U Pohanků                      | 0,4308       | 105       | 62        | —           | 0,282      | 6 950      | 239             | —                    | Vinořský potok       | Vinoř                      | 50°08′27″ s. š., 14°35′04″ v. d. |
| Chvalský rybník                | 0,3901       | 93        | 67        | —           | 0,255      | 8 200      | 254             | před rokem 1869      | Chvalka              | Horní Počernice            | 50°06′32″ s. š., 14°35′31″ v. d. |
| Horní rybník (Na Placinách)    | 0,3746       | 110       | 60        | —           | 0,283      | —          | 257             | —                    | bezejmenný potok     | Klánovice                  | 50°05′43″ s. š., 14°38′56″ v. d. |
| Obora                          | 0,3688       | 113       | 58        | —           | 0,296      | —          | 254             | po roce 1869         | bezejmenný potok     | Horní Počernice            | 50°05′58″ s. š., 14°37′10″ v. d. |

### Nezařazené a menší vodní plochy
- Polifkův rybník (Kejřův mlýn) 0,1940 ha (Hloubětín)
- Starý rybník, jinak též Starák 0,1850 ha (Horní Počernice)
- vodní plochy v golfovém areálu: Ledvinka-Laguna 0,28 ha; Ostrov 0,18 ha; Prostředníček 0,21 ha; Smolíček 0,26 ha (Horní Počernice, Dolní Počernice)
- vodní plochy v golfovém areálu Kbely
- Prosecký rybník 0,0666 ha (Vysočany)
- Zahrádky 0,2800 ha (Vysočany)
- Pivovarský rybník (Kbely)
- Křoviňák (Horní Počernice)